# Schaghticoke (Nowy Jork)
Schaghticoke – miasto w Stanach Zjednoczonych, w stanie Nowy Jork, w hrabstwie Rensselaer.